# Vy-lès-Filain
Vy-lès-Filain település Franciaországban, Haute-Saône megyében. Lakosainak száma 139 fő (2022. január 1.). Vy-lès-Filain Dampierre-sur-Linotte, Villers-Pater, Authoison, Filain, Fontenois-lès-Montbozon és Roche-sur-Linotte-et-Sorans-les-Cordiers községekkel határos.

## Népesség
A település népessége az elmúlt években az alábbi módon változott:
| Lakosok száma | 115  | 122  | 125  | 126  | 129  | 130  | 131  | 135  | 139  |
|               | 2013 | 2015 | 2016 | 2017 | 2018 | 2019 | 2020 | 2021 | 2022 |